# Пылма
Пы́лма (эст. Põlma), ранее Ууэкюла (эст. Uueküla) и Ууэмыйза (эст. Uuemõsa) — деревня в волости Рапла уезда Рапламаа, Эстония. 
До административной реформы местных самоуправлений Эстонии 2017 года входила в состав волости Райккюла. 

## География и описание
Расположена в 51 километре к югу от Таллина и в 10 км к югу от уездного и волостного центра — города Рапла. Высота над уровнем моря — 60 метров. 
Официальный язык — эстонский. Почтовый индекс — 78410.

## Население
По данным переписи населения 2021 года, в Пылма проживали 42 человека, из них 41 (97,6 %) — эстонцы.
Численность населения деревни Пылма по данным переписей населения:
| Год  | 1959 | 1970 | 1979 | 1989 | 2000 | 2011 | 2021 |
| ---- | ---- | ---- | ---- | ---- | ---- | ---- | ---- |
| Чел. | 63   | ↗ 67 | ↘ 58 | ↘ 45 | ↗ 51 | ↘ 39 | ↗ 42 |

## История
Населённый пункт возник в 1920-х годах на землях бывшей скотоводческой мызы Мюхленгоф (нем. Mühlenhof, эст. Uuemõisa), которая впервые появилась на карте 1859 года. С 1946 года оно стало называться Ууэкюла, в 1939 году получило своё нынешнее название по ветряной мельнице Пылма, недалеко от которой находятся несколько хуторов с названием Пылма. В 1977 году, в период кампании по укрупнению деревень, c Пылма* была объединена деревня Хийенурме (эст. Hiienurme).
* Эстонские топонимы, оканчивающиеся на -а, не склоняются и не имеют женского рода (искл. Нарва).

## Достопримечательности
Расположенная на территории деревни ветряная мельница Ярваканди (Пылма) внесена в Государственный регистр памятников культуры Эстонии как памятник архитектуры. Это типичный образец мельницы голландского типа. Построена в начале XIX века.

### Комментарии
1. ↑  Эстонские топонимы, оканчивающиеся на -а, не склоняются (исключение — Нарва)